# Pseudopomyzidae
Famille
Les Pseudopomyzidae sont une famille de diptères.

## Liste des genres
Selon BioLib (30 mai 2019) :
- genre Pseudopomyza Strobl, 1893